# Parafia Najświętszej Maryi Panny Wniebowziętej w Trębaczowie
Parafia Najświętszej Maryi Panny Wniebowziętej w Trębaczowie – parafia rzymskokatolicka znajdująca się w diecezji kaliskiej, w dekanacie Bralin.
Proboszczem, od 2025 roku jest ks. Marcin Nowicki (w latach 2024-2025 administrator). 